# Nowomoskowskaja (Linia Sokolniczeskaja)
Nowomoskowskaja (ros. Новомоскoвская) – stacja linii Sokolniczeskiej metra moskiewskiego, znajdująca się w nowomoskiewskim okręgu administracyjnym Moskwy w rejonie Sosienskoje (ros. Сосенское) między jezdniami autostrady Sołncewsko—Butowsko—Warszawskiej (ros. Солнцево — Бутово — Варшавское шоссе). Otwarcie miało miejsce 20 czerwca 2019 roku. Stacja typu płytkiego kolumnowego (trójnawowa) z peronem wyspowym.
Do 3 lipca 2024 roku stacja nosiła nazwę Kommunarka. W przyszłości stacja Nowomoskowskaja będzie punktem przesiadkowym łączącym linię Sokolniczeską i budowaną linię Troicką.